# Рудояворский сельсовет
Рудояворский сельсовет — упразднённая административная единица на территории Дятловского района Гродненской области Республики Беларусь.

## История
Решением Гродненского областного Совета депутатов от 28 августа 2013 года № 251 "О некоторых вопросах административно-территориального устройства Дятловского района Гродненской области" Рудояворский сельсовет упразднён.
Населённые пункты упразднённого Рудояворского сельсовета —  д. Великая Воля, д. Гута, д. Копти, д. Новоселки, д. Руда Яворская включены в состав Поречского сельсовета.

## Состав
Рудояворский сельсовет включает 5 населённых пунктов:
- Великая Воля — деревня.
- Гута — деревня.
- Копти — деревня.
- Новоселки — деревня.
- Руда Яворская — деревня.